# 제17회 가치봄영화제
제17회 가치봄영화제는 2016년 11월 4일에 열린 시상식이다.

## 수상 및 후보

### 대상
- 파란 입이 달린 얼굴 - 김수정 수상

### 우수상
- 아들에게 가는 길 - 최위안 수상

### 인권상
- 성주 - 황장우 수상
- 술래잡기 - 최형원 수상

### 신인감독상
- 아무것도 아니지만 - 황지은 수상

### 관객심사단상
- 아들에게 가는 길 - 최위안 수상
- 두근두근, 안녕 - 정서영 수상

### PDFF 경선
- 감기 - 위승범
- 구해주세요 - 김경록
- 나의 오른팔 - 황보정
- 부끄럽지만 - 엄하늘
- 설희 - 배연희
- 성주 - 황장우
- 아무것도 아니지만 - 황지은
- 아들에게 가는 길 - 최낙권
- 우주의 닭 - 변성빈
- 앤드 - 홍보선
- 진아 - 이제욱
- 참! 잘했어요 - 송다정 외 1명
- 파란 입이 달린 얼굴 - 김수정
- knock,knock,knock - 이현우
- 술래잡기 - 최형원

### 장애인미디어운동
- 하루 - 박준형
- 두근두근, 안녕 - 대구청각·언어장애인복지관
- 그늘 - 정종국
- 피플퍼스트 - 장호경

### 특별초청
- 마리 이야기: 손끝의 기적 - 장 피에르 아메리스
- 달에 부는 바람 - 이승준
- 귀향 - 조정래